# Шашурки
Шашу́рки — деревня в Тёмкинском районе Смоленской области России. Входит в состав Павловского сельского поселения. Население — 11 жителей (2007 год).
Расположена в восточной части области в 3 км к юго-востоку от Тёмкина, в 25 км северо-восточнее автодороги Р132 Вязьма — Калуга — Тула — Рязань. В 1 км северо-восточнее деревни расположена железнодорожная станция «Пл. 57 км», а в 4 км к северо-западу — станция Тёмкино на линии Вязьма — Калуга.

## История
В годы Великой Отечественной войны деревня была оккупирована гитлеровскими войсками в октябре 1941 года, освобождена 9 марта 1943 года.